# ادیث می
ادیث می (به انگلیسی: Edith May) یک کشتی است که طول آن ۸۶ فوت (۲۶ متر) و ارتفاع آن ۰ فوت (۰ متر) می‌باشد. این کشتی در سال ۱۹۰۶ ساخته شد.